# Sugar (álbum de Robin Schulz)
Sugar es el segundo álbum de estudio del DJ y productor alemán Robin Schulz, lanzado al mercado musical el 25 de septiembre de 2015. Incluye los sencillos "Headlights", "Sugar", Show Me Love, y "Heatwave".

## Sencillos
- "Headlights" fue lanzado como el primer sencillo del álbum el 3 de abril de 2015. La canción cuenta con la voz de Ilsey y alcanzó el número dos en Australia y Austria.[2] También ingresó en las listas de Bélgica , Dinamarca , Finlandia , Francia , Alemania, Hungría , Irlanda , Italia, Países Bajos, Noruega, Polonia, Suecia y Suiza.
- "Sugar" fue lanzado como el segundo sencillo del álbum en julio de 2015. La canción cuenta con la voz del cantante canadiense Francesco Yates y contiene elementos del sencillo "Suga Suga" de Baby Bash original del 2003.[3][4] La canción se convirtió en un éxito en varias partes de Europa,  mientras resultó un éxito moderado en los Estados Unidos y Canadá..

## Lista de sencillos
| N.º | Título                                                     | Escritor(es) | Duración |  |
| 1.  | «Headlights» (con Ilsey)                                   | Robin Schulz Ilsey Juber John Ryan Andreas Schuller Eric Frederic Tom Peyton Joe London                                                   | 3:29     |  |
| 2.  | «Sugar» (con Francesco Yates)                              | Schulz Yates Francisco Bautista Dennis Bierbrodt Ronald Bryant Jürgen Dohr Guido Kramer                                                   | 3:39     |  |
| 3.  | «Heatwave» (con Akon)                                      | Thomas Troelsen Aliaune Thiam Bryan Nelson                                                                                                | 3:07     |  |
| 4.  | «Yellow» (con Disciples)                                   | Schulz Bierbrodt Dohr Nathan Duvall Gavin Koolman Kramer Luke McDermott                                                                   | 3:36     |  |
| 5.  | «Show Me Love» (con J.U.D.G.E.)                            | Schulz Bierbrodt Dohr Richard Judge Kramer                                                                                                | 4:15     |  |
| 6.  | «Love Me Loud» (junto a M-22 con Aleesia)                  | Schulz Lucy Batty Dennis Bierbrodt Frank Buelles Jurgen Dohr Matt James Ryan Kowarsky Guido Kramer Alicia Stamkos Dan Talevski Alex Vujic | 3:35     |  |
| 7.  | «Pride» (con soFLY and Nius)                               | Marvin Gaye Norman Whitfield William Stevenson                                                                                            | 3:04     |  |
| 8.  | «Find Me» (con HEYHEY)                                     | Schulz Bierbrodt Dohr Kramer | 3:17     |  |
| 9.  | «Titanic»                                                  | Schulz Bierbrodt Dohr Alex Isaak Kramer                                                                                                   | 3:41     |  |
| 10. | «This Is Your Life»                                        | Schulz Dana Al Fardan Kevin Bleibaum | 3:27     |  |
| 11. | «Save Tonight» (junto a MOGUAI con Solamay)                | Eagle-Eye Cherry | 3:36     |  |
| 12. | «4 Life» (con Graham Candy)                                | Schulz Bierbrodt Dohr Kramer Martijn Konijnenburg                                                                                         | 3:15     |  |
| 13. | «Wave Goodbye» (con Henri PFR y Jeffrey Jey)               | Schulz Henri Pfeifer Gianfranco Randone                                                                                                   | 3:16     |  |
| 14. | «World Turns Grey» (junto a HEYHEY con Princess Chelsea)   | Chelsea Nikkel | 3:52     |  |
| 15. | «Moonlit Sky» (con Moby y The Void Pacific Choir)          | Richard Melville Hall | 3:08     |  |
| 16. | «Sugar» (Continuous Album Mix) (non-US iTunes bonus track) | | 51:47    |  |

## Posicionamiento
| Lista (2015–16)                          | Mejor posición |
| ---------------------------------------- | -------------- |
| Alemania (Offizielle Top 100)            | 3              |
| Australia (ARIA)                         | 31             |
| Austria (Ö3 Austria)                     | 4              |
| Bélgica (Ultratop flamenca)              | 27             |
| Bélgica (Ultratop valona)                | 23             |
| Canadá (Billboard Canadian Albums)       | 81             |
| Dinamarca (Hitlisten)                    | 30             |
| España (PROMUSICAE)                      | 48             |
| Estados Unidos (Billboard 200)           | 154            |
| Estados Unidos (Dance/Electronic Albums) | 5              |
| Finlandia (Suomen Virallinen Lista)      | 38             |
| Francia (SNEP)                           | 39             |
| Hungría (MAHASZ)                         | 8              |
| Irlanda (IRMA)                           | 53             |
| Italia (FIMI)                            | 22             |
| Noruega (VG-lista)                       | 10             |
| Países Bajos (Album Top 100)             | 48             |
| Suecia (Sverigetopplistan)               | 19             |
| Suiza (Schweizer Hitparade)              | 1              |

## Fecha de lanzamiento
| Región           | Fecha                    | Formato          | Discográfica |
| ---------------- | ------------------------ | ---------------- | ------------ |
| En todo el mundo | 25 de septiembre de 2015 | Descarga digital | Warner       |